# Sooza
Sooza (persiska: سوزا, بندر سوزا, Sūzā, Bandar-e Sūzā) är en ort i Iran.   Den ligger i provinsen Hormozgan, i den sydöstra delen av landet, 1 100 km söder om huvudstaden Teheran. Sooza ligger 8 meter över havet och antalet invånare är 4 480.
Terrängen runt Sooza är platt. Havet är nära Sooza åt sydost.  Sooza är det största samhället i trakten. 